# (628) Christine
(628) Christine – planetoida z grupy pasa głównego asteroid okrążająca Słońce w ciągu 4 lat i 54 dni w średniej odległości 2,58 au. Została odkryta 7 marca 1907 roku w Landessternwarte Heidelberg-Königstuhl w Heidelbergu przez Augusta Kopffa. Nie wiadomo na czyją cześć planetoida została nazwana. Przed nadaniem nazwy planetoida nosiła oznaczenie tymczasowe (628) 1907 XT.